# Réglementation de la Formule 1 1998
Cette page présente les points les plus importants des réglements sportifs et techniques de la saison 1998 de Formule 1.

## Règlement sportif (pas de modifications par rapport à 1997)
- L'attribution des points s'effectue selon le barème 10 (1er), 6 (2e), 4 (3e), 3 (4e), 2 (5e), 1 (6e) et tous les résultats comptent.
- Chaque Grand Prix a une distance prévue de 305 km (plus la fin du dernier tour), mais ne doit pas excéder deux heures en temps (exception : GP de Monaco prévu pour 260 km environ). La distance est réduite d'un tour si la procédure de départ est interrompue par un pilote en difficulté (cas du GP de France et du GP du Japon).
- Plus de séance de préqualifications.
- Essais libres limités à trente tours dans la journée : vendredi de 11 h à 12 h et de 13 h à 14 h.
- Essais libres limités à trente tours au total des deux séances de la matinée : samedi de 9 h à 9 h 45 et de 10 h 15 à 11 h.
- Essais qualificatifs limités à douze tours : samedi de 13 h à 14 h.
- Une séance d'essai de roulage en configuration de course (warm-up) est organisée le dimanche matin, de 10 h à 10 h 30.
- Un second warm-up d'un quart d'heure peut être organisé si les conditions météorologiques prévues pour la course changent drastiquement par rapport aux conditions rencontrées lors du premier warm-up.
- En cas de problème sur sa monoplace de course, un pilote a le droit d'utiliser un « mulet » lors des essais qualificatifs, mais pas lors des essais libres.
- Tout pilote dont le temps de qualification dépasse de 7 % le temps de la pole position ne sera pas autorisé à prendre le départ (sauf sur décision des commissaires sportifs prise en raison de conditions exceptionnelles ayant empêché le concurrent de défendre ses chances).
- En cas de problème sur sa monoplace de course, un pilote a le droit d'utiliser un « mulet » lors des essais qualificatifs.
- La vitesse dans les stands est limitée à 80 km/h lors des essais et 120 km/h en course (sauf au GP de Monaco, 80 km/h).
- Deux qualités de gommes « sec » et trois qualités de « pluie » sont disponibles à chaque GP.
- Quota de pneus alloué par week-end : 40 pneus « sec », 10 « pluie ».
- Chaque pilote doit choisir avant le début des qualifications la qualité des pneus qu'il utilisera à la fois en qualification puis en course.

## Règlement technique (nouveautés en caractères gras)

### Moteur
- Moteur atmosphérique 4 temps de 12 cylindres maximum et de 3 000 cm³ de cylindrée.
- Moteur suralimenté interdit.
- Pistons de section circulaire obligatoires.
- 5 soupapes par cylindre au maximum.

### Transmission
- Boîte de vitesses de 4 à 7 rapports obligatoire.
- Marche arrière obligatoire.
- Système de changement semi-automatique autorisé.
- Transmission aux roues arrière exclusivement.
- Interdiction des systèmes de contrôle de traction.
- Interdiction des systèmes d'antipatinage.
- Interdiction des systèmes d'antiblocage des roues.

### Carburant et fluides
- Carburant élaboré à partir des composants de base du carburant du commerce.
- Réservoir de carburant souple, increvable avec canalisations auto-obturantes.

### Structure de la monoplace
- Poids minimum de la monoplace, pilote compris : 600 kg.
- Hauteur et largeur minimales intérieures de la coque portées chacune de 250 à 300 mm à la hauteur des roues avant (protection des jambes).
- Réhaussement des bords du cockpit et ouverture plus large de celui-ci.
- Réduction de la largeur hors-tout de la monoplace de 2 m à 1,80 m.
- Largeur maximale au niveau de l'aileron avant : 140 cm.
- Largeur maximale au niveau des roues arrière : 100 cm.
- Hauteur de l'aileron arrière : 100 cm maximum.
- Longueur de la voiture en arrière de l'axe des roues arrière : 50 cm.
- Longueur de la voiture en avant de l'axe des roues avant : 120 cm.
- Pas de longueur maximale ou minimale imposée de la monoplace.

### Freins
- Double circuit de freinage obligatoire.
- Étriers de freins en aluminium à six pistons au maximum et deux plaquettes maximum par étrier.
- Épaisseur des disques limitée à 28 mm, diamètre limité à 278 mm.

### Roues
- Largeur maximale de la roue complète ramenée à 380 mm (contre 381) à l'arrière et 255 mm à l'avant.
- Diamètre de la roue complète ramené à 660 mm (contre 660,4).
- Rainurage obligatoire des pneus (3 stries à l'avant, 4 à l'arrière).
- Stries de 2,5 mm de profondeur, 14 mm de largeur en surface et 10 mm au fond de la gorge.